# Гончарова, Валентина Павловна
Валентина Павловна Гончарова (род. 3 июля 1991 года, Елабуга) — российская гандболистка, линейный игрок сборной России и клуба «Динамо-Синара». Шестикратная чемпионка России в составе «Динамо-Синара» (5 раз) и «Астраханочки» (1 раз). Серебряный призёр молодёжного чемпионата мира 2010 года и бронзовый призёр молодёжного чемпионата Европы 2009 года.

## Биография
Воспитанница волгоградской школы гандбола, Валенина, начиная с 2010 года пять раз становилась чемпионом России в составе самого титулованного клуба «Динамо-Синара». В сезоне-2014/15 Гончарова стала выступать в составе «Астраханочки», с которой в первом же сезоне завоевала бронзовые медали. А на следующий отпраздновала победу в Суперлиге и стала шестикратной чемпионкой России.
Летом 2016-го подписала контракт с краснодарской «Кубанью» и помогла новой команде забраться на призовой пьедестал, завоевав «бронзу» чемпионата России. В 2017 году уехала играть за границу, подписав контракт с турецким клубом «Измир». Провела там один сезон. Взяла небольшую паузу и во второй половине сезона-2018/19 вновь играла в «Кубани», повторив бронзовый результат.
С лета 2019-го Валентина Гончарова — игрок клуба ЦСКА. С 2020 по 2022 не играла, так как находилась в декретном отпуске. В марте 2022 года вернулась в «Динамо-Синара».

## Карьера в сборной
В составе молодёжной сборной России Валентина дважды становилась призером на крупных международных турнирах. В 2009 году она завоевала «бронзу» чемпионата Европы, а через год стала обладательницей серебряной медали молодежного чемпионата мира.